# Atmofil elemek
Az atmofil elemek a Szádeczky-Kardoss-féle geokémiai rendszer nyolcadik kategóriáját képezik. Ez a geokémiai osztályozás az elemek ionjainak természetes körülmények közti vegyületképző képességén és hajlandóságán alapul.
A periódusos rendszer atmofil elemei az oxigén, hidrogén, nitrogén és a nemesgázok.
Ezek az elemek a légkörben gáz halmazállapotban találhatók és a nemesgázok vegyületeket nem alkotnak. Az oxigén némiképp kilóg ebből a sorból, mert könnyen képez vegyületeket, és élettevékenység nélkül nem is lehetne a légkörben gáz formájában, csak megkötve az ásványokban.